# And Then There's Nothing
And Then There's Nothing è un album di remix del musicista statunitense Tweaker (a.k.a. Chris Vrenna, ex membro dei Nine Inch Nails). Il disco è stato pubblicato nel 2013.

## Tracce
1. Pig-grinder – 4:33
2. Nothing At All (Gary Numan & Ade Fenton Mix) – 4:21
3. Grounded (Dave Ogilvie & Colin Janz Mix) – 3:51
4. Nothing At All (Front Line Assembly Mix) – 6:21
5. A Bit Longer Than Usual (Rasputina Mix) – 4:21
6. Areas of The Brain (KMFDM Mix) – 5:25
7. Hoarding Granules (Sean Beavan & Joe Haze Mix) – 3:45
8. Grounded (Dave Lombardo Mix) – 4:31
9. Nothing At All (Alternate Rock Mix) – 3:38
10. All In – 2:19
11. Ponygrinder (Army Of The Universe Mix) – 4:37
12. Nothing At All (Exageist Mix) – 4:38
13. Wasted Time (Rob King Feat. Adrian Terrazas-Gonzalez Mix) – 5:15
14. Grounded (3KStatic Mix) – 7:28
15. Limerence – 3:02
16. Fine (Aaron Zilch Mix) – 5:37

Tracce bonus (iTunes)
1. Fine (Rojer Faust Mix) – 3:12
2. Grounded (Joe Haze Mix) – 5:19
3. Fine (3KStatic Mix) – 4:14
4. Nothing At All (Shiv-r Mix) – 5:05
5. Grounded (Perileyes & Encanti Mix) – 4:37